# Tour Destinológico
El Tour Destinológico fue la segunda gira musical importante del grupo argentino Tan Biónica, la cual tenía como objetivo promover su tercer álbum de estudio Destinología, lanzado en mayo de 2013. La banda dio inicio al tour el 8 de junio de 2013 en Córdoba.

## Antecedente
La banda ya había realizado una importante gira musical, el Obsesionario Tour, que lo llevó por toda la Argentina e incluso países como Portugal (donde participó del Rock in Rio), México y Uruguay.

## Lista de canciones
La totalidad de los conciertos de la gira estuvo enfocada en presentar los temas del álbum Destinología, y en menor medida fueron interpretadas canciones de Obsesionario y Canciones del huracán. El setlist interpretado en la mayoría de los conciertos, con mínimas variaciones en algunos de ellos, hasta el 25 de octubre de 2013, fue este:
- Mi vida secreta
- Hola noviembre
- Loca
- La suerte está echada
- La depresión
- Ella
- Tus ojos mil
- Beautiful
- Mis noches de enero

Set acústico
- Tema acústico aleatorio (usualmente "Momentos de mi vida", en varios casos eliminado y en otros reemplazado por "Mis madrugaditas")
- El asunto
- Lunita de Tucumán

Fin del set acústico - Clima electrónico ("Vamonós")
- Ciudad mágica
- La comunidad
- El duelo
- Música
- Arruinarse
- La melodía de Dios
- Obsesionario en La mayor
- Sinfonía de los mares (acompañando la despedida)

El 3 de noviembre de 2013, fecha en que la banda tocó en el Parque de la Ciudad, en el marco del Quilmes Rock, el setlist sufrió varias modificaciones: "Vamonós" fue integrada oficialmente al repertorio y utilizada para abrir el concierto. Asimismo, el cierre se hizo con "La melodía de Dios". Ambas canciones continuaron ocupando ese lugar en el setlist en la mayoría de los siguientes conciertos del tour. "Pétalos" también quedó oficialmente integrada al setlist a partir de este show. Se interpretaron "Perdida", "Dominguicidio" y "El color del ayer", del disco Obsesionario por primera vez en la gira, así como una versión acústica-electrónica de "Pastillitas del olvido", y una nueva versión de "Mis madrugaditas" (que previamente en la gira había sido interpretada un par de veces en formato acústico). 
En resumen, a partir del show del 3 de noviembre, el setlist mantuvo su estructura básica inicial, pero cambiaron las canciones de apertura y cierre de los shows, y hubo leves modificaciones internas (salida de "La depresión", menos presencia de "Mi vida secreta" y de "La suerte está echada", inclusión de "Pétalos", "Perdida" y "Mis madrugaditas" en algunos conciertos). Además, el tema elegido para generar clima antes de la interpretación de "Ciudad mágica" pasó a ser la introducción de "Veneno". 
Para la recta final del tour (iniciada el 6 de septiembre de 2014 en el concierto en el Estadio Luis Butta, Paraná), es integrada al setlist "Tus horas mágicas", primer corte de difusión del disco Hola mundo, a editarse en el 2015, y tema de apertura de la telenovela Viudas e hijos del rock and roll. "Momentos de mi vida" comienza a ser interpretada con la banda completa, en lugar de la acústica que se tocó durante la mayor parte del tour. En el concierto del 4 de octubre en el Velódromo Municipal de Montevideo (Uruguay) se presenta una versión electrónica de "Vidas perfectas".

## Shows[2]
| Fecha                    | Ciudad                 | Pais      | Lugar                                                              |
| ------------------------ | ---------------------- | --------- | ------------------------------------------------------------------ |
| América Latina           |                        |           |                                                                    |
| 8 de junio de 2013       | Córdoba                | Argentina | Quality Espacio                                                    |
| 9 de junio de 2013       | Córdoba                | Argentina | Quality Espacio                                                    |
| 15 de junio de 2013      | Rosario                | Argentina | Salón Metropolitano                                                |
| 21 de junio de 2013      | San Juan               | Argentina | Sala del Sol                                                       |
| 22 de junio de 2013      | Mendoza                | Argentina | Auditorio Ángel Bustelo                                            |
| 28 de junio de 2013      | Buenos Aires           | Argentina | Estadio Luna Park                                                  |
| 29 de junio de 2013      | Buenos Aires           | Argentina | Estadio Luna Park                                                  |
| 30 de junio de 2013      | Buenos Aires           | Argentina | Estadio Luna Park                                                  |
| 2 de julio de 2013       | Buenos Aires           | Argentina | Estadio Luna Park                                                  |
| 4 de julio de 2013       | Salta                  | Argentina | Microestadio Delmi                                                 |
| 5 de julio de 2013       | Jujuy                  | Argentina | Federación de Básquet                                              |
| 6 de julio de 2013       | Tucumán                | Argentina | Estadio Central Córdoba                                            |
| 8 de julio de 2013       | La Rioja               | Argentina | Vía 5                                                              |
| 25 de julio de 2013      | Santa Fe               | Argentina | Club Regatas                                                       |
| 26 de julio de 2013      | Resistencia            | Argentina | Microestadio Sarmiento                                             |
| 27 de julio de 2013      | Formosa                | Argentina | Estadio Cincuentenario                                             |
| 28 de julio de 2013      | Posadas                | Argentina | Estadio de Posadas                                                 |
| 22 de agosto de 2013     | La Plata               | Argentina | Club Atenas                                                        |
| 25 de agosto de 2013     | Junin                  | Argentina | Sociedad Rural                                                     |
| 29 de agosto de 2013     | Tandil                 | Argentina | Centro Universitario                                               |
| 30 de agosto de 2013     | Bahía Blanca           | Argentina | Corporación de la Fisa Bahía Blanca                                |
| 31 de agosto de 2013     | Santa Rosa             | Argentina | Club Estudiantes                                                   |
| 5 de septiembre de 2013  | Comodoro Rivadavia     | Argentina | ELE Multipespacio                                                  |
| 6 de septiembre de 2013  | Comodoro Rivadavia     | Argentina | ELE Multipespacio                                                  |
| 7 de septiembre de 2013  | Neuquén                | Argentina | Meet                                                               |
| 12 de septiembre de 2013 | La Banda               | Argentina | Salamanca Rock                                                     |
| 3 de octubre de 2013     | 25 de Mayo             | Argentina | Polideportivo Municipal                                            |
| 12 de octubre de 2013    | Ciudad de Río Cuarto   | Argentina | Anfiteatro Parque Sarmiento                                        |
| 13 de octubre de 2013    | Frías                  | Argentina | Club Social y Deportivo Coinor                                     |
| 20 de octubre de 2013    | Chivilcoy              | Argentina | Plaza 25 de Mayo                                                   |
| 25 de octubre de 2013    | San Luis               | Argentina | Anfiteatro Ave Fénix                                               |
| 3 de noviembre de 2013   | Buenos Aires           | Argentina | Parque de la Ciudad                                                |
| 16 de noviembre de 2013  | Rada Tilly             | Argentina | Club Náutico Rada Tilly                                            |
| 7 de diciembre de 2013   | Rosario                | Argentina | Monumento a la Bandera                                             |
| 18 de enero de 2014      | Santa María de Punilla | Argentina | Plaza de la Agricultura                                            |
| 25 de enero de 2014      | Lincoln                | Argentina | Plaza Rivadavia                                                    |
| 26 de enero de 2014      | Villa Carlos Paz       | Argentina | Playón Polideportivo                                               |
| 2 de febrero de 2014     | Villa María            | Argentina | Anfiteatro Hernán Figueroa Reyes                                   |
| 7 de febrero de 2014     | Salta                  | Argentina | Centro de Convenciones                                             |
| 11 de marzo de 2014      | Mendoza                | Argentina | Teatro Griego Frank Romero Day (Fiesta de la Vendimia)             |
| 14 de marzo de 2014      | Dolores                | Argentina | Predio de la Guitarra (Fiesta Nacional de la Guitarra)             |
| 15 de marzo de 2014      | Sunchales              | Argentina | Low Disco                                                          |
| 21 de marzo de 2014      | Río Gallegos           | Argentina | Estadio Atlético Boxing Club                                       |
| 6 de septiembre de 2014  | Paraná                 | Argentina | Estadio Luis Butta (Atlético Echagüe Club)                         |
| 14 de septiembre de 2014 | Ciudad de Corrientes   | Argentina | Anfiteatro Mario del Tránsito Cocomarola (Festival "Taragui Rock") |
| 17 de octubre de 2014    | Ciudad de Córdoba      | Argentina | Orfeo Superdomo                                                    |
| 18 de octubre de 2014    | Tucumán                | Argentina | Estadio Club Central Córdoba                                       |
| 25 de octubre de 2014    | Rosario de Santa Fe    | Argentina | Salón Metropolitano                                                |
| 1 de noviembre de 2014   | Neuquén                | Argentina | Estadio Ruca Che                                                   |
| 8 de noviembre de 2014   | Mendoza                | Argentina | Arena Maipú                                                        |
| 7 de diciembre de 2014   | Buenos Aires           | Argentina | Hipódromo de Palermo                                               |
| 3 de agosto de 2013      | Bogotá                 | Colombia  | Parque Lourdes                                                     |
| 13 de septiembre de 2013 | Paysandú               | Uruguay   | Club Social Sanducero                                              |
| 14 de septiembre de 2013 | Montevideo             | Uruguay   | Teatro de Verano                                                   |
| 15 de septiembre de 2013 | Montevideo             | Uruguay   | Teatro de Verano                                                   |
| 2 de enero de 2014       | Rocha                  | Uruguay   | Balneario Punta del Diablo                                         |
| 3 de enero de 2014       | Colonia Valdense       | Uruguay   | Cerebro Night Club                                                 |
| 4 de octubre de 2014     | Montevideo             | Uruguay   | Velódromo Municipal                                                |
| 27 de septiembre de 2014 | Asunción               | Paraguay  | Arena Circo                                                        |
| 15 de noviembre de 2014  | México D.F.            | México    | Plaza Condesa                                                      |